# Rex Evans
Pour les articles homonymes, voir Evans.
Rex Evans  (né le 13 avril 1903 à Southport, Angleterre, et mort le 3 avril 1969 à Glendale, États-Unis) est un acteur britannique qui travailla essentiellement aux États-Unis.

## Filmographie partielle
- 1939 : Zaza, de George Cukor : Michelin
- 1940 : Indiscrétions (The Philadelphia Story), de George Cukor : Thomas
- 1941 : Shanghaï (The Shanghai Gesture) de Josef von Sternberg : M. Jackson
- 1942 : The Great Impersonation, de John Rawlins : Sir Tristram
- 1943 : Frankenstein rencontre le loup-garou (Frankenstein Meets the Wolf Man), de Roy William Neill : Vazec
- 1943 : Amour et Swing (Higher and Higher), de Tim Whelan : M. Green
- 1945 : Règlement de comptes (Keep Your Powder Dry), d'Edward Buzzell : Marco Cummings
- 1945 : Mission à Alger (Pursuit to Algiers), de Roy William Neill : Gregor
- 1946 : Dangerous Millions de James Tinling : Lance Warburton
- 1956 : Millionnaire de mon cœur (The Birds and the Bees), de Norman Taurog : Burrows, le majordome
- 1958 : Le Fou du cirque (Merry Andrew), de Michael Kidd : Gregory Larabee
- 1960 : Piège à minuit (Midnight Lace), de David Miller : Basil Stafford
- 1961 : La Doublure du général (On the Double), de Melville Shavelson : Général Carlton Brown Wiffingham